# Anthorisme
L'anthorisme est une figure de style qui consiste à faire succéder deux énoncés dont le second rectifie le premier.
Il s'agit d'un cas particulier d'autocorrection et se distingue de l'épanorthose par son caractère localisé.
En rhétorique, l'anthorisme désigne une forme de correction par laquelle on oppose un mot pour en mettre à la place un autre qu'on juge comme plus fort ou exact.

## Exemples
« Que dis-je, c’est un cap ! … C’est une péninsule ! » — (Edmond Rostand, Cyrano de Bergerac, Acte I, Scène III)
« Mon p'tit Lucien... Vous permettez que je vous appelle Lucien ? / Je ne permets pas, je préconise. » — (Michel Audiard, Le Gentleman d'Epsom)
« Je n'aime pas la nourriture. Je l'adore. » — (Personnage d'Anton Ego, Ratatouille)